# John Michael Wallace-Hadrill
John Michael Wallace-Hadrill (Bromsgrove, 29 settembre 1916 – 3 novembre 1985) è stato uno storico britannico, noto per i suoi studi sull'età merovingia.
È il fratello di Andrew Wallace-Hadrill, storico dell'età romana, e di D.S. Wallace-Hadrill, esperto di storia ecclesiastica.

## Biografia
Figlio di un professore della scuola di Bromsgrove, una delle più antiche del Regno Unito, risalente al XVI secolo, nel 1955 fu nominato docente di storia medievale all'Università di Manchester. Sei anni più tardi, divenne ricercatore del Merton College all'Università di Oxford, occupando anche la posizione di vice-custode del collegio fino al 1974.
Dal '74 all''83 fu professore di storia moderna all'Università di Oxford nella cattedra intitolata in onore di Henry Chichele (1364-1443), l'arcivescovo di Canterbury che fondò l'All Souls College, del quale Wallace-Haldrill fu membro fino al 1985.

Di religione anglicana, fu eletto membro corrispondente della Medieval Academy of America.

## Opere
- The Barbarian West, 400–1000 (1952).
- The Fourth Book of the Chronicle of Fredegar with Its Continuations (1960).
- The Long-haired Kings (London, 1962).
- Early Germanic Kingship in England and the Continent (Oxford, 1971).
- Early Medieval history (1976).
- The Frankish Church (1983).
- Ideal and reality in Frankish and Anglo-Saxon society: studies presented to J.M. Wallace-Hadrill (1983).
- Bede's Ecclesiastical History of the English People: A Historical Commentary (Oxford, 1988).

## Premi e riconoscimenti
- 1969: eletto fellow della British Academy;
- 1976: eletto presidente della Royal Historical Society per quattro anni;
- 1981: Ford Lectures;
- 1982: Ordine dell'Impero Britannico.